# Venus Xtravaganza
Venus Xtravaganza (Jersey City, 22 maggio 1965 – New York, 21 dicembre 1988) è stata un'attrice, showgirl e ballerina statunitense.
È diventata nota dopo la sua apparizione nel film documentario Paris Is Burning di Jennie Livingston, in cui la sua vita come donna trans forma uno dei vari archi narrativi del film. Era considerata uno degli esponenti più importanti della ball culture.

## Infanzia
Xtravaganza è nata il 22 maggio 1965 a Jersey City, nel New Jersey. I suoi genitori erano di origine italo-americana e portoricana. Ha avuto quattro fratelli.

## Carriera
Xtravaganza afferma in Paris Is Burning di aver iniziato a travestirsi ed esibirsi all'età di 13 o 14 anni, collocando le sue prime esibizioni intorno al 1978 o 1979. Alla fine, la sua famiglia ha scoperto il suo stile di vita, e poiché lei non "voleva metterli in imbarazzo, ... Si è trasferita a New York per potersi esibire liberamente. La sua carriera di ballo iniziò nel 1983, quando il fondatore di House of Xtravaganza Hector Valle la invitò a unirsi alla casa. Ha dichiarato che lui "è stato il primo uomo gay che abbia mai incontrato."
Per il suo 15º compleanno, Valle la portò al Greenwich Village, le organizzò una festa e le comprò una torta. Dopo che Valle morì per complicazioni legate all'AIDS nel 1985, Angie Xtravaganza assunse il ruolo di madre della casa, e prese Venus Xtravaganza come sua mente e figlia drag. All'epoca delle riprese di Paris Is Burning, Xtravaganza era un'aspirante modella. Ha detto: "Voglio cambiare sesso per sentirmi completa".

## Assassinio
Il giorno di Natale del 1988, Xtravaganza fu trovata strangolata sotto un letto al Duchess Hotel di New York. Dalle indagini il suo corpo era lì da quattro giorni al momento della scoperta. Le riprese di Paris Is Burning erano in corso, e i minuti finali del film includono Angie Xtravaganza (la sorella) che reagisce alla sua morte. Angie Xtravaganza disse che sentiva che Venus era una che correva troppi rischi, che "era troppo selvaggia con la gente per strada", e che temeva che "qualcosa le sarebbe successo." Angie Xtravaganza fu la prima persona a cui gli investigatori si avvicinarono con la notizia della morte di Xtravaganza, e fu lei a dare la notizia ai genitori biologici di quest'ultima.
In Paris Is Burning, Xtravaganza descrive una volta che è sfuggita per un pelo all'attacco di un uomo che ha scoperto che era transgender durante un incontro intimo, ed è possibile che il suo omicidio sia avvenuto durante una situazione simile. Il suo assassino non è mai stato trovato. È sepolta al Holy Cross Cemetery a North Arlington, nel New Jersey.